# 梁永镇
梁永镇，是中华人民共和国四川省巴中市巴州区下辖的一个乡镇级行政单位。

## 行政区划
梁永镇下辖以下地区：
莲花溪社区、柏茂社区、梁广村、玉林村、斑竹村、六合村、双狮村、广林村、连山村、青狮村、铜鼓村、升平村、石船村、福村、宏福村、金浪村、笔山村、鹦鹉村、驷马村、寨门村、砖房村、石垭村、园堡山村、火峰村和黑潭村。